# Анастас Петличков
Анастас Димитров Петличков (на английски: Anastas Dimitroff, Anastas Dimtroff, Anastas Petlichkoff) е български общественик и революционер, деец на Вътрешната македоно-одринска революционна организация.

## Биография
Атанас Петличков е роден в леринското село Буф, днес Акритас, Гърция. Влиза във ВМОРО и взима участие в Илинденско-Преображенското въстание. След това емигрира в САЩ, където за кратко време става деятел на Македоно-българския народен съюз. Установява се в Барбъртън, Охайо. Собственик е на българска хлебарница, основана в 1908 година. В 1914 година в Чикаго Петличков издава книгата си „Мъкитѣ и тъгитѣ на македонеца подъ турскитѣ звѣрства“.
През 1938 година е ръкоположен за дякон в Македоно-българската православна църква „Свети Илия“ в Акрон, Охайо.